# 福原元房
福原 元房（ふくばら もとふさ）は、江戸時代初期の長州藩士。

## 生涯
文禄2年（1593年）、毛利家重臣福原越後守広俊の子として生まれる。元服時に初めの主君である毛利輝元より偏諱を受けて元房と名乗る。
寛永2年（1625年）、家臣の知行再編により、厚狭郡鴨庄に所領を得る。母の菩提を弔うため他の寺院を清安寺と改名させた。また明林寺や蓮光寺の奉書には宍戸元真や宍戸景好ともに元房の名が残っている。